# Eppendorf (Bochum)

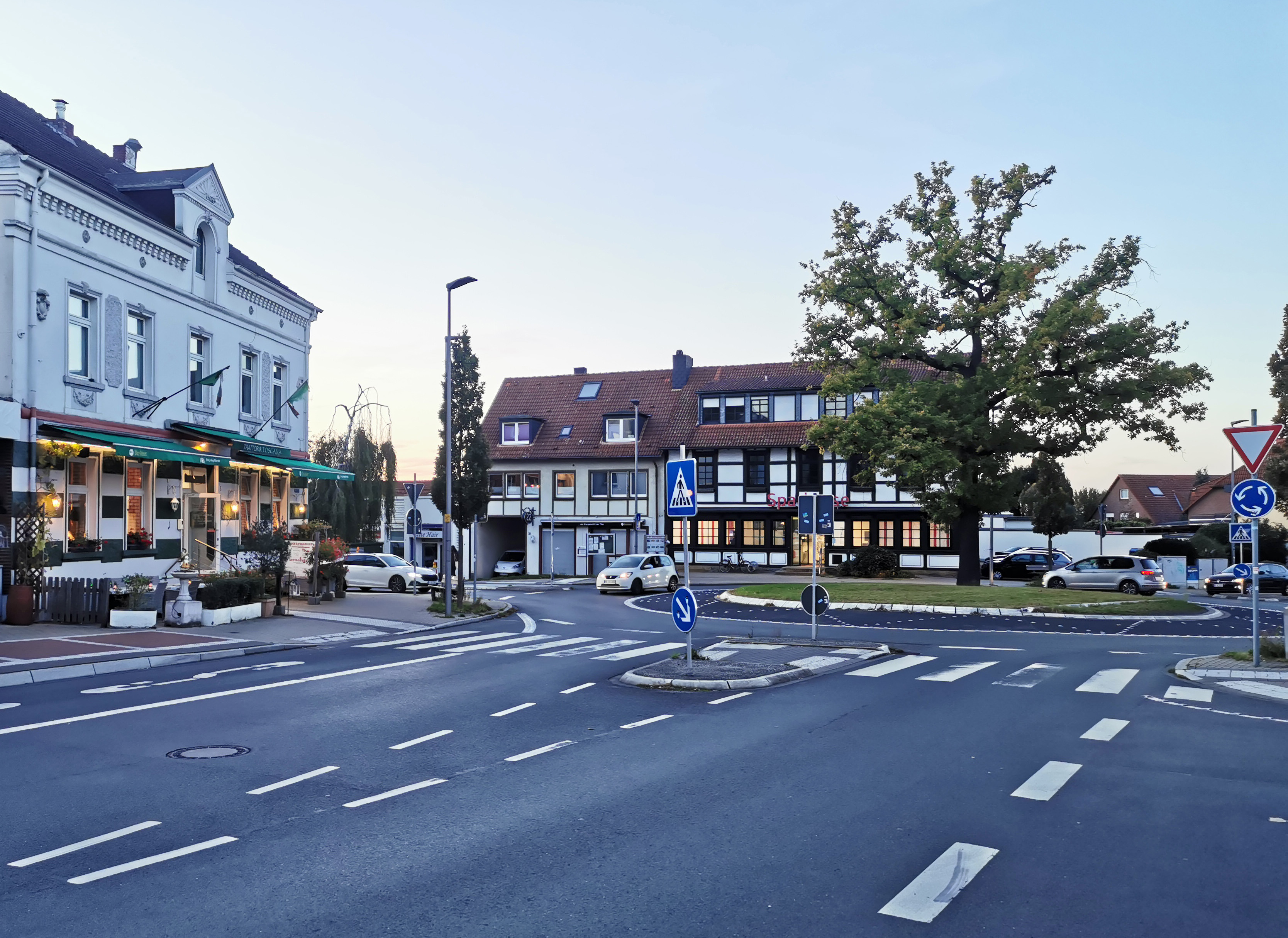
Eppendorfer Zentrum, 2023

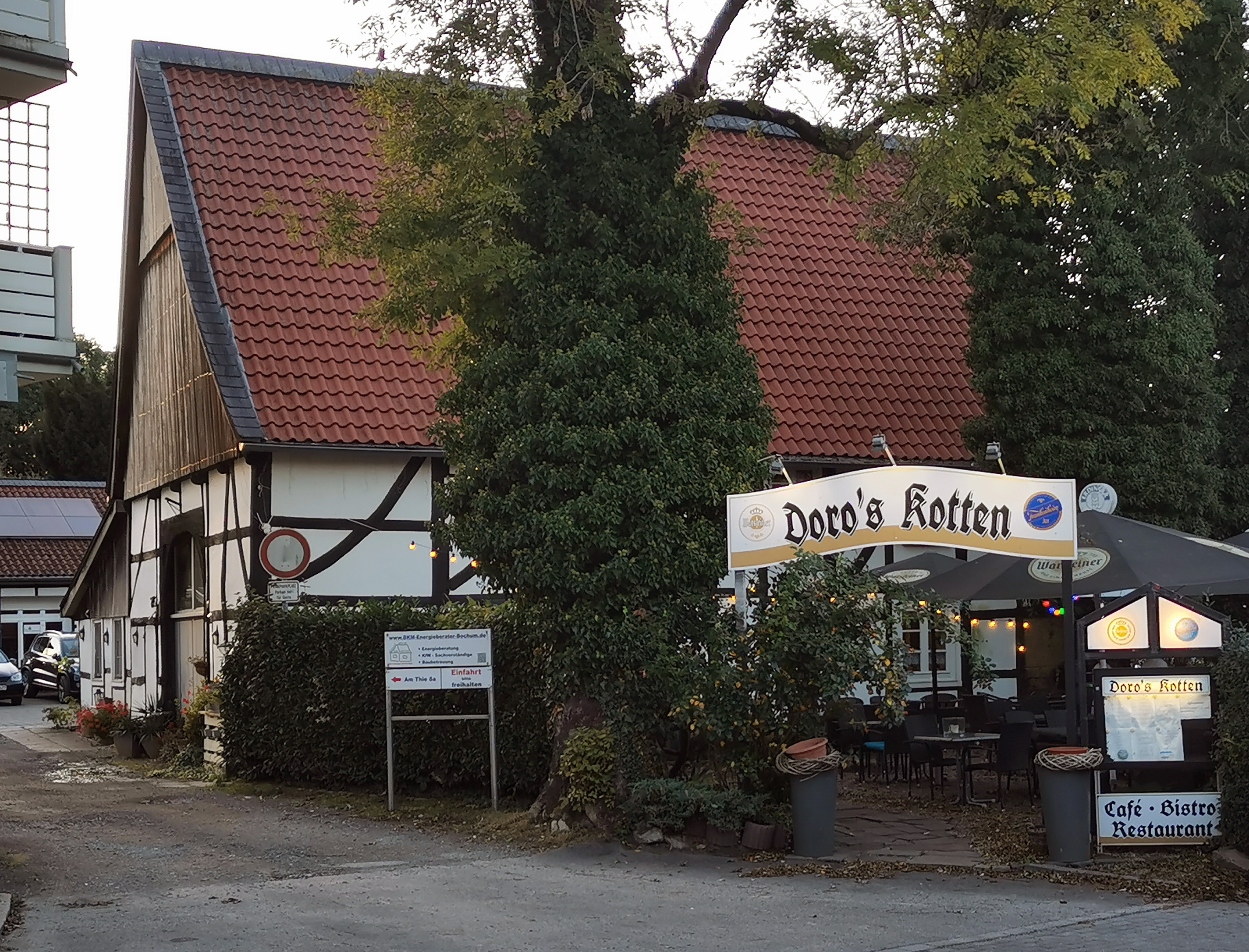
Altes Fachwerkhaus in Eppendorf, erbaut 1672, eines der ältesten Kötterhäuser im Ruhrgebiet

Eppendorf ist ein südlicher Stadtteil des Stadtbezirks Wattenscheid von Bochum.

## Geschichte
Eppendorf geht zurück auf eine alte Bauerschaft namens Abbingthorpe, die durch zwei große Höfe (Thiemann und Beckhaus) und einige Kotten geprägt war. Der Abt des Klosters Werden besaß den Zehnten und verteilte die Holzgerechtsame in der Eppendorfer Mark. Abbingthorpe bedeutet so viel wie: „Dorf des Abtes“, wohl aufgrund der engen Beziehung zum Kloster. Die erste urkundliche Erwähnung finde sich um das Jahr 900 im Heberegister des Klosters Werden (Werdener Urbar A), welches viele Bauernschaften (villae) im Borahtron-Gau auflistete. Darin wurden auch schon die Nachbarorte Höntrop (Hogingthorp) und Westenfeld (Westanfelda) genannt.
Eppendorf zählte im Mittelalter zum Amt Bochum und war Standort einer der drei Hinrichtungsstätten (Galberg) des Amtes am Thie, dem alten Versammlungsplatz.
Um 1816 wurde Eppendorf Teil des Amtes Wattenscheid in der preußischen Provinz Westfalen. Eine Volkszählung ergab 1838, dass sich Eppendorf zu einem Ort mit 713 Einwohnern und 195 Häusern entwickelt hatte. 1887 wurde die heutige Grundschule eröffnet. Am 29. Juli 1891 gründeten 39 Gemeindemitglieder die Freiwillige Feuerwehr Eppendorf.
In Eppendorf wurde schon früh Bergbau jenseits des Ruhrtals betrieben. 1738 wurde der Stollenbetrieb Storksbank gegründet. Aus ihnen entwickelte sich die Zeche Engelsburg. Die Hektorstraße ist nach einem frühen Förderschacht benannt. 1875 wurde ein neuer Schacht an der Chaussee zwischen Essen und Bochum in Betrieb genommen. Durch die Angliederung der Gesellschaft für Stahlindustrie an den Bochumer Verein im Jahr 1889 diente die Zeche zur Kohleversorgung des bedeutenden Stahlunternehmens. Dieser Teil Eppendorfs wurde bei der Eingemeindung 1926 Bochum zugeschlagen und waren seitdem ein Teil der Gemarkung Weitmar. Von der Firmenspitze des Bochumer Verein und der Stadtspitze Bochums war es der Wunsch, dass alle Betriebe des Bochumer Verein in Bochum sein sollten.
Mit der Auflösung des Landkreises Bochum durch das Gesetz über die Neuregelung der kommunalen Grenzen im rheinisch-westfälischen Industriebezirke wurde Eppendorf am 1. April 1926 auf die kreisfreien Städte Wattenscheid (2,95 km2) und Bochum (1,33 km2) aufgeteilt. Mit der Eingemeindung Wattenscheids am 1. Januar 1975 kam Eppendorf ganz zur Stadt Bochum, wird aber nach wie vor über den Stadtbezirk Wattenscheid (Stadtbezirk 2) verwaltet.
Auf der Verkehrsinsel Am Thie wurde im Rahmen des 1. Bochumer Bildhauersymposiums 1979/80 ein Kunstwerk von Abraham David Christian aufgestellt. Nach dem Umbau des Kreisverkehrs 2018 wurde es nicht wieder aufgestellt.

## Bevölkerung
Am 31. Dezember 2024 lebten 9.678 Einwohner in Eppendorf.
Strukturdaten der Bevölkerung in Eppendorf:
- Minderjährigenquote: 14,5 % [Bochumer Durchschnitt: 15,2 % (2024)]
- Altenquote (60 Jahre und älter): 36,7 % [Bochumer Durchschnitt: 29,3 % (2024)]
- Ausländeranteil: 6,4 % [Bochumer Durchschnitt: 17,0 % (2024)]
- Arbeitslosenquote: 4,5 % [Bochumer Durchschnitt: 8,9 % (2017)]

## Infrastruktur
Heute verfügt Eppendorf über eine gut ausgeprägte Infrastruktur für Güter des täglichen Bedarfs und zählt zu den guten Wohnlagen in Bochum. Das Ortszentrum bildet die Straße Am Thie.
Im Ortsteil verkehren die Buslinien 344, 345, 346, 352, 355 und 365 der Bogestra. Haupthaltestelle für die meisten Linien ist Eppendorf Mitte; die Linien 346 und 365 tangieren den Ort lediglich am westlichen Ortsrand.
| Linie | Verlauf | Takt (Mo–Fr) |
| ----- | --- | ------------ |
| 344   | BO-Wattenscheid Freiheitstr. – August-Bebel-Platz – Wattenscheid Bf – Höntrop Kirche – WAT-Höntrop – Eppendorf – BO-Weitmar – Querenburg, Ruhr-Universität – Querenburg, Hustadt – Hochschule Bochum | 30 min       |
| 345   | Bochum-Dahlhausen – Dahlhausen Im Berge – Oberdahlhausen – Eppendorf Mitte – Stahlhausen Wattenscheider Str. – Bochumer Verein/Jahrhunderthalle – Bochum West Bf – Bochum Rathaus – Bochum Hbf – Oskar-Hoffmann-Str. – Wasserstr. – Altenbochum Kirche – Laer Mitte – Bochum-Werne – Bochum-Langendreer West – Langendreer Amt – Knappschaftskrankenhaus | 30 min       |
| 346   | BO-Wattenscheid Freiheitstr. – August-Bebel-Platz – Höntrop Kirche – WAT-Höntrop – Eppendorf In der Mark – Munscheid – BO-Weitmar – Querenburg, Ruhr-Universität – Querenburg, Hustadt – Hochschule Bochum | 30 min       |
| 352   | Bochum-Hofstede – Feldsieper Str. – Hamme – Stahlhausen Wattenscheider Str. – Eppendorf Mitte – Narzissenstr. | 60 min       |
| 355   | Bochum-Dahlhausen – Dahlhausen Im Berge – Oberdahlhausen – Eppendorf Mitte – Bärendorf – Bergmannsheil – Bochum-Ehrenfeld – Bochumer Verein/Jahrhunderthalle – Bochum West Bf – Bochum Rathaus – Bochum Hbf – Lohring – Laer Mitte – Bochum-Werne – Bochum-Langendreer West – Langendreer Amt – Knappschaftskrankenhaus – Sportplatz Papenholz           | 30 min       |
| 365   | Bochum Hbf – Bochum Rathaus – Schauspielhaus – Bergmannsheil – Werk Eickhoff – Bärendorf – Weitmar Mitte – Munscheid – Eppendorf In der Mark – WAT-Höntrop – Höntrop Kirche – Wattenscheid Bf – Wattenscheid August-Bebel-Platz (← Leithe) – Wattenscheid, Ottostr.                                                                                      | 30 min       |

Es gibt verschiedene Sportvereine. Der SV Schwarz Weiß Eppendorf 1935 stieg in der Saison 2006/2007 in die Bezirksliga, 2009/2010 stieg dann in die Landesliga auf. Weitere Vereine sind der FC Neuruhrort und die Sportvereinigung Eppendorf 1885, der Eppendorfer Heimatverein e. V., der das Heimatmuseum Eppendorf und das alljährliche Osterfeuer organisiert, sowie eine Kolpingsfamilie und seit 1953 einen Pfadfinderstamm der Deutschen Pfadfinderschaft Sankt Georg (DPSG).
Zwischen Eppendorf und Höntrop führt der Bergbauwanderweg Wattenscheid entlang. Er führt im Eppendorfer Teil an den Orten des Bergbaus von der Zeche Storksbank und Engelsburg entlang.
Im August 2007 wurde in Eppendorf ein Seniorenheim eröffnet, das nach Elsa Brändström benannte „Elsa-Brändström-Haus“.
Im Ortszentrum wurde im Juni 2018, nach 16 Monaten Bauzeit, der neue Kreisverkehr eröffnet.